# Polyphaenis
Polyphaenis là một chi bướm đêm thuộc họ Noctuidae.

## Loài
- Polyphaenis hemiphaenis Boursin, 1970
- Polyphaenis monophaenis Brandt, 1938
- Polyphaenis propinqua Staudinger, 1895
- Polyphaenis sericata (Esper, [1787])
- Polyphaenis subviridis (Butler, 1878)